# Дядечків сон (фільм)
«Дядечків сон» — радянський художній фільм, знятий в 1966 році за однойменною повістю  Ф. М. Достоєвського.

## Сюжет
У провінційне місто Мордасов приїжджає старий багатий князь К. Одна з місцевих дам, Марія Олександрівна Москальова, прагне видати за нього заміж свою дочку Зіну. Таким чином Марія Олександрівна бажає стерти в мордасівському суспільстві пам'ять про невдалий роман Зіни і вчителя її молодшого брата. Зіна, яка спочатку пручалася, все ж погоджується на участь в інтризі матері. Однак хитромудрий план Марії Олександрівни зруйнований Мозгляковим, відкинутим претендентом на руку Зіни, який запевнив недоумкуватого князя, що його сватання до дівчини всього лише сон.

## У ролях
- Сергій Мартінсон — князь К.
- Лідія Смирнова — Марія Олександрівна Москальова, перша дама міста Мордасова
- Жанна Прохоренко — Зінаїда Опанасівна Москальова, її дочка
- Микола Рибников — Павло Олександрович Мозгляков, наречений Зіни, далекий родич князя
- Микола Крючков — Афанасій Матвійович Москальов, чоловік Марії Олександрівни
- Людмила Шагалова — Настасья Петрівна Зяблова, далека родичка Марії Олександрівни
- Алла Ларіонова — Наталія Дмитрівна Паскудіна
- Клара Лучко — Анна Миколаївна Антипова, прокурорша
- Нонна Мордюкова — Софія Петрівна Карпухіна, полковниця
- Валентин Зубков — Вася, шкільний вчитель
- Ніна Агапова — Фелісата Михайлівна
- Олександра Данилова — Луїза Карлівна
- Клавдія Хабарова — Акуліна Перфільївна Петрухіна
- Лідія Драновська — дама
- Світлана Коновалова — дама
- Валентина Ушакова — дама
- Тамара Яренко — дама
- Зоя Василькова — дама з собачкою
- Гавриїл Бєлов — Гришка, лакей Москальової
- Антоніна Кончакова — дама

## Знімальна група
- Автор сценарію:  Костянтин Воїнов, Лідія Вільвовська
- Режисер:  Костянтин Воїнов
- Оператори:  Микола Немоляєв,  Георгій Купріянов
- Художник:  Борис Бланк
- Художник по костюмах:  Лідія Наумова
- Композитор:  Роман Леденьов